# Чаири
Чаири је насеље у Србији у општини Трстеник у Расинском округу. Према попису из 2022. било је 440 становника (према попису из 1991. било је 313 становника).

## Демографија
У насељу Чаири живи 360 пунолетних становника, а просечна старост становништва износи 39,0 година (38,9 код мушкараца и 39,0 код жена). У насељу има 140 домаћинстава, а просечан број чланова по домаћинству је 3,35.
Ово насеље је великим делом насељено Србима (према попису из 2002. године), а у последња три пописа, примећен је пораст у броју становника.
|  |

| Демографија | Демографија | Демографија |
| Година      | Становника  | Становника  |
| ----------- | ----------- | ----------- |
| 1948.       | 54          |             |
| 1953.       | 74          |             |
| 1961.       | 75          |             |
| 1971.       | 101         |             |
| 1981.       | 116         |             |
| 1991.       | 313         | 305         |
| 2002.       | 469         | 492         |

| Етнички састав према попису из 2002.‍ | Етнички састав према попису из 2002.‍ | Етнички састав према попису из 2002.‍ | Етнички састав према попису из 2002.‍ | Етнички састав према попису из 2002.‍ |
| ------------------------------------ | ------------------------------------ | ------------------------------------ | ------------------------------------ | ------------------------------------ |
|                                      |                                      |                                      |                                      |                                      |
| Срби                                 | Срби                                 |                                      | 452                                  | 96,37%                               |
| Македонци                            | Македонци                            |                                      | 2                                    | 0,42%                                |
| Црногорци                            | Црногорци                            |                                      | 1                                    | 0,21%                                |
| Муслимани                            | Муслимани                            |                                      | 1                                    | 0,21%                                |
| непознато                            | непознато                            |                                      | 11                                   | 2,34%                                |

| Година пописа     | 1948. | 1953. | 1961. | 1971. | 1981. | 1991. | 2002. |
| ----------------- | ----- | ----- | ----- | ----- | ----- | ----- | ----- |
| Број домаћинстава | 10    | 12    | 19    | 27    | 34    | 90    | 140   |

| Број чланова      | 1  | 2  | 3  | 4  | 5  | 6  | 7 | 8 | 9 | 10 и више | Просек |
| ----------------- | -- | -- | -- | -- | -- | -- | - | - | - | --------- | ------ |
| Број домаћинстава | 18 | 31 | 25 | 36 | 15 | 12 | 2 | 0 | 1 | 0         | 3,35   |

| Пол    | Укупно | Неожењен/Неудата | Ожењен/Удата | Удовац/Удовица | Разведен/Разведена | Непознато |
| ------ | ------ | ---------------- | ------------ | -------------- | ------------------ | --------- |
| Мушки  | 178    | 39               | 124          | 8              | 5                  | 2         |
| Женски | 201    | 31               | 126          | 33             | 9                  | 2         |
| УКУПНО | 379    | 70               | 250          | 41             | 14                 | 4         |

| Пол    | Укупно                    | Пољопривреда, лов и шумарство | Рибарство                            | Вађење руде и камена | Прерађивачка индустрија       |
| ------ | ------------------------- | ----------------------------- | ------------------------------------ | -------------------- | ----------------------------- |
| Мушки  | 83                        | 1                             | 0                                    | 0                    | 49                            |
| Женски | 63                        | 1                             | 0                                    | 0                    | 36                            |
| УКУПНО | 146                       | 2                             | 0                                    | 0                    | 85                            |
| Пол    | Производња и снабдевање   | Грађевинарство                | Трговина                             | Хотели и ресторани   | Саобраћај, складиштење и везе |
| Мушки  | 2                         | 4                             | 11                                   | 1                    | 1                             |
| Женски | 0                         | 0                             | 13                                   | 1                    | 0                             |
| УКУПНО | 2                         | 4                             | 24                                   | 2                    | 1                             |
| Пол    | Финансијско посредовање   | Некретнине                    | Државна управа и одбрана             | Образовање           | Здравствени и социјални рад   |
| Мушки  | 0                         | 8                             | 1                                    | 1                    | 1                             |
| Женски | 0                         | 2                             | 2                                    | 4                    | 3                             |
| УКУПНО | 0                         | 10                            | 3                                    | 5                    | 4                             |
| Пол    | Остале услужне активности | Приватна домаћинства          | Екстериторијалне организације и тела | Непознато            | Непознато                     |
| Мушки  | 0                         | 0                             | 0                                    | 3                    | 3                             |
| Женски | 0                         | 0                             | 0                                    | 1                    | 1                             |
| УКУПНО | 0                         | 0                             | 0                                    | 4                    | 4                             |